# Marschall Vorwärts (1932)
Marschall Vorwärts ist ein deutscher Spielfilm von Heinz Paul aus dem Jahre 1932 mit Paul Wegener in der Titelrolle als Gebhard Leberecht von Blücher.

## Handlung
Preußen zur Zeit des napoleonischen Überfalls Anfang des 19. Jahrhunderts. Das Land kann sich der Angriffe der Franzosen kaum mehr erwehren. Die Schlacht bei Jena und Auerstedt ist 1806 verloren gegangen, Berlin besetzt worden, König Friedrich Wilhelm III. und Königin Luise sind nach Memel weit im Nordosten des Landes geflohen. Nahe Ratekau, in der Nähe von Lübeck, musste der beim Volk beliebte alte Marschall Blücher, ein veritabler Haudegen, gegenüber dem übermächtigen Feind kapitulieren, da ihm sowohl Verpflegung als auch Munition ausgegangen sind. Da noch das Bündnis Preußens mit Russland besteht, scheint jedoch noch nicht alles verloren. Blücher wird gegen einen französischen General ausgetauscht. Sofort macht dieser sich zu seinem König nach Memel auf, um den Monarchen zu bitten, alle Kräfte für einen Angriff gegen die französischen Aggressoren zu bündeln. Hier erfährt Blücher jedoch, dass Russland eigene Interessen hat und sich nicht bereit zeigt, Seite an Seite mit den Preußen gegen Napoleon vorzugehen. Nun resigniert auch Blücher. Nach dem demütigenden französischen Friedensdiktat von Tilsit 1807, in dem Preußen seine Unabhängigkeit weitgehend an die Franzosen aufgibt, zieht sich der fast 70-jährige General Blücher zutiefst enttäuscht auf sein Landgut zurück.
In mehreren Brandbriefen an seinen König bedrängt der greise Marschall Friedrich Wilhelm, sich mit dem durch Napoleon oktroyierten Schicksal seines Landes nicht abzufinden. Der cholerische Korsenkaiser bekommt Wind davon und zwingt den preußischen König, Blücher endgültig in Rente zu schicken. Als sich in den endlosen Weiten Russlands Napoleons Kriegsglück zu wenden scheint und die Franzosen nur noch auf dem Rückmarsch sind, erwacht im greisen Blücher neuer Lebensmut. Ausschlaggebend für ihn ist die preußisch-russische Übereinkunft, die zum Jahresende 1812 in der Konvention von Tauroggen ihren Niederschlag findet und de facto ein Ausscheren der preußischen Hilfsverbände aus der Zusammenarbeit mit Frankreichs Truppen bedeutet. Blücher, nunmehr vom König an die Spitze der preußischen Armee berufen, schart seine Anhänger um sich, und man beratschlagt eine neue Strategie, wie Napoleon zu schlagen wäre. An der Seite der Russen erlebt man Niederlagen und kleinere Siege; erst als die Österreicher sich dem Bündnis anschließen, gelingt es bei der Völkerschlacht bei Leipzig erstmals, Napoleons Armee eine empfindliche Niederlage beizufügen. Blüchers Vorwärtsdrang, sein unbedingtes Antreiben seiner Leute, bringt ihm hier den Beinamen „Marschall Vorwärts“ ein.

## Produktionsnotizen
Marschall Vorwärts entstand ab dem 22. Juli 1932  in den Jofa-Ateliers in Berlin-Johannisthal. Der Film besaß zehn Akte und war 2780 Meter lang. Die Zensur gab ihn am 24. Oktober 1932 für die Jugend frei. Die Uraufführung erfolgte am 23. November 1932 in Berlins Titania-Palast und im Atrium.
Produzent August Mueller war auch Produktionsleiter, Harry Dettmann Aufnahmeleiter. Die Filmbauten stammen aus den Händen von Robert A. Dietrich (Entwurf) und Bruno Lutz (Ausführung). Komponist Willy Schmidt-Gentner hatte auch die musikalische Leitung. Hermann Birkhofer sorgte für den Ton. Als militärischer Berater diente Georg von Viebahn.

## Historischer Hintergrund
Gebhard Leberecht von Blücher, wegen seiner Vorwärtsstrategie als Generalfeldmarschall auf dem Schlachtfeld gegen die napoleonischen Eindringlinge und Usurpatoren bald vom Volksmund respektvoll „Marschall Vorwärts“ genannt, war bereits über 70 Jahre alt, als er eine entscheidende Rolle bei dem Zurückdrängen napoleonischer Truppen zu spielen begann. An der Seite des Herzogs von Wellington war er derjenige Militärbefehlshaber, der Napoleon im Juni 1815 die finale Niederlage während der Schlacht von Waterloo beifügte.

## Kritiken
„Der künstlerische Wert des Films liegt in der geisterhaften Bewegung der Massen. Der Film schwelgt mit großen Komparsenheeren in Schlachtenbildern: der erbitterte Kampf um die Tore von Lübeck und vor allen Dingen die Völkerschlacht bei Leipzig. Die Kampfszenen lassen an Realismus nichts zu wünschen übrig und sparen nicht mit Pulverdampf. Major Georg von Viebahn war militärischer Berater. Paul Wegener ist ein rein menschlicher Blücher: ehrlich und brav, polternd und knorrig, ein Patriot und Soldat. In seiner äußeren Erscheinung ähnelt er nicht dem Marschall Vorwärts, den wir von der Schulfibel her kennen, wohl aber in seinem Wesen. (…) Keine belanglose Liebesgeschichte versucht die historischen Ereignisse den üblichen Erfordernissen der Filmhandlung anzunähern. Mit dem Film „Marschall Vorwärts“, der einfach, hart, männlich, unsentimental ist, beginnt daher eine neue Ära des patriotischen Films: die Überwindung des patriotischen Kitsches.“

„Unter Verzicht auf Spielhandlung ein Abschnitt preußischer Geschichte, nach populärer Überlieferung gestaltet: Episoden und Ausschnitte zum Gesamtbilde gefügt; anfangs allzu breit, dann straffer, wirksamer. Fast unvermeidlich, dass die besonders in den Dialogen hervortretende Kriegsbegeisterung, die Analogien zu aktuellen Ereignissen als Tendenz empfunden werden. Die Regie hat ihre Stärke in den groß angelegten und glaubhaft gestellten Schlachtenbildern. Wegener als Blücher überzeugend, menschlich; stets gut geführte Gegenspieler. Passende Illustrationsmusik (Schmidt-Gentner), gute Photographie, ebensolcher Ton. Mit der erwähnten Einschränkung ein guter Geschichtsfilm.“